# Andrew Buteera
Andrew Buteera (ur. 3 października 1994 w Kampali) – rwandyjski piłkarz grający na pozycji pomocnika. W swojej karierze rozegrał 20 meczów w reprezentacji Rwandy.

## Kariera klubowa
Swoją karierę piłkarską Buteera rozpoczął w klubie Proline FC. W sezonie 2010/2011 zadebiutował w jego barwach w pierwszej lidze ugandyjskiej. W 2012 roku przeszedł do rwandyjskiego APR FC i grał w nim do 2021 roku. Wywalczył z nim sześć mistrzostw kraju w sezonach 2013/2014, 2014/2015, 2015/2016, 2017/2018, 2019/2020 i 2020/2021 oraz wicemistrzostwo w sezonie 2018/2019. Zdobył też dwa Puchary Rwandy w latach 2014 i 2017. W sezonie 2021/2022 występował w AS Kigali FC, z którym zdobył krajowy puchar.

## Kariera reprezentacyjna
W reprezentacji Rwandy Buteera zadebiutował 3 września 2011 w przegranym 0:5 meczu kwalifikacji do Pucharu Narodów Afryki 2012 z Wybrzeżem Kości Słoniowej, rozegranym w Kigali. Od 2011 do 2019 wystąpił w kadrze narodowej 20 razy.